# Frederik Rodenberg
Frederik Rodenberg Madsen (Værløse, 22 de janeiro de 1998) é um ciclista dinamaquês que compete tanto em provas de pista quanto de estrada. Ele ganhou a medalha de ouro na prova de perseguição por equipes durante o Campeonato Mundial de 2020, mesma prova em que obteve o bronze durante os Jogos Olímpicos de 2016 e a prata nos Jogos de 2020.

## Carreira
Madsen integrou a equipe dinamarquesa que obteve o bronze na perseguição por equipes durante o Campeonato Mundial, em Londres. Meses depois fez sua estreia em Jogos Olímpicos, onde voltou a integrar a equipe de perseguição que conquistou uma nova medalha de bronze.
No Campeonato Mundial de 2018, em Apeldoorn, obteve a medalha de prata com a equipe de perseguição.
Além das provas de pista, Madsen também compete no ciclismo de estrada, onde atualmente integra a equipe Team DSM.